# Erotic Art Museum Hamburg

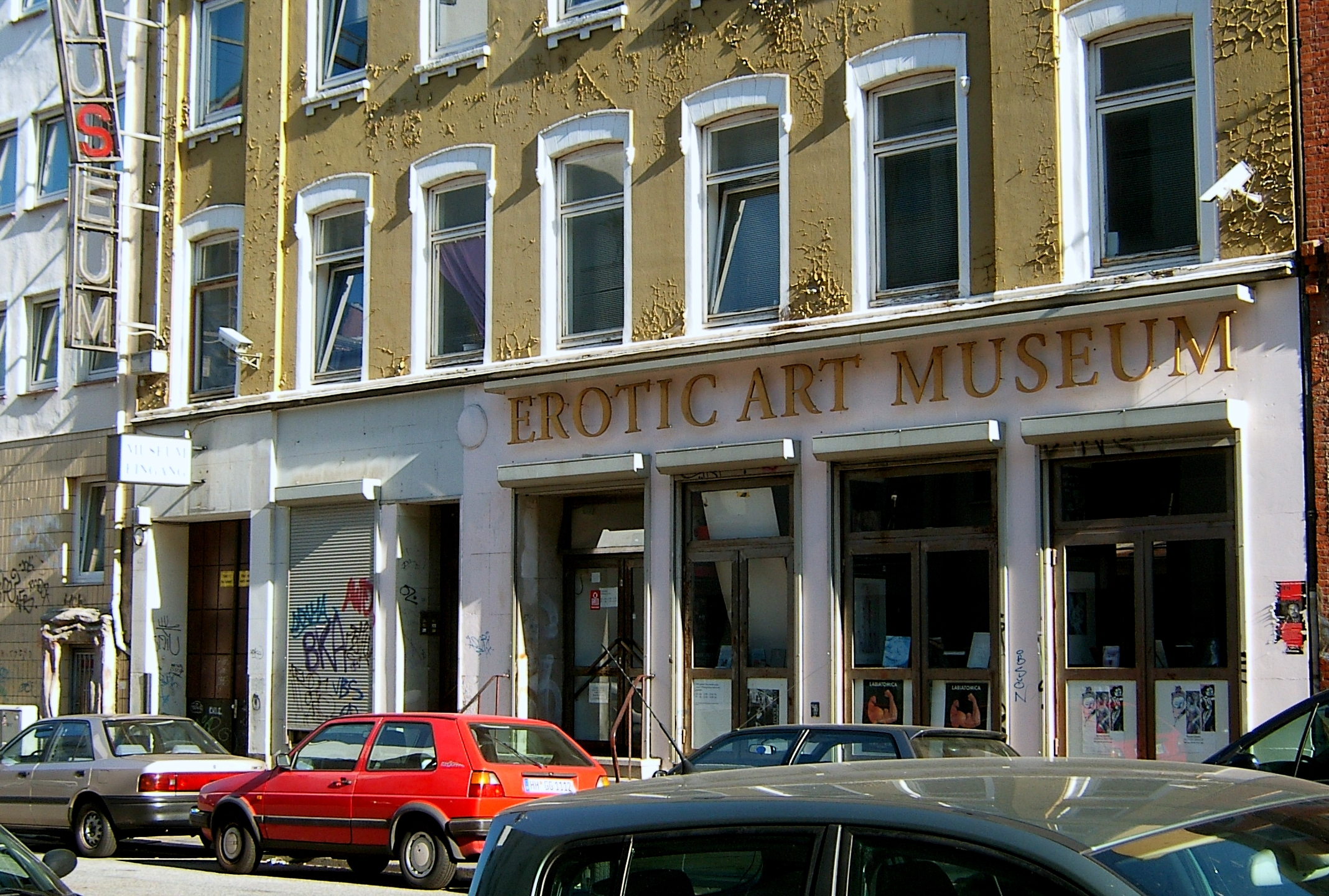
Ehemaliges Erotic Art Museum in Hamburg-St. Pauli

Das Erotic Art Museum ist ein Museum für erotische Kunst in Hamburg. Das Museum befindet sich in der Bernhard-Nocht-Straße 79 im Stadtteil St. Pauli.

## Beschreibung
Eröffnet wurde das Museum im November 1992 in der Bernhard-Nocht-Straße 69. 1997 zog es ans Nobistor und zum 10-jährigen Jubiläum im Jahr 2002 wieder in das alte Haus an der Bernhard-Nocht-Straße mit 2000 Quadratmetern Ausstellungsfläche.
Die Sammlung des Museums umfasste damals mehr als 1000 Kunstwerke vom 6. Jahrhundert bis zur Gegenwart, u. a. Werke von George Grosz, Otto Dix, Pablo Picasso, Keith Haring und Tomi Ungerer. Neben der Dauerausstellungen fanden auch Wechselausstellungen statt. Es verzeichnete bis zu seiner Schließung 2007 zwei Millionen Besucher.
Seit April 2018 ist das Erotic Art Museum an neuer Stelle eröffnet und ein Ort für internationale erotische Kunst mit engem Bezug zu Künstlern aus St. Pauli. In der Präsenzausstellung sind Werke des Collagen-Künstlers Friedrich Frahm und die erotischen Fotografien des renommierten Fotografen Günter Zint zu sehen. Im Wechsel gibt es thematische Ausstellungen rund um den Eros und seine vielfältigen Spielarten.
Im Art-Shop können Besucher Reprints, aber auch Originalwerke der laufenden Ausstellungen erwerben. Bei den Auktionen werden regelmäßig ausgewählte Exponate unter den Hammer gebracht.

## Verbleib der Sammlung des „alten“ Erotic Art Museums
2005 wurde eine Sammlung von ca. 1.200 Werken des Hamburger Künstlers Friedrich „Fiete“ Frahm auf einer Sonderfläche von 200 Quadratmetern im Untergeschoss Teil des Erotic Art Museums ausgestellt. 2007 schloss das Museum, jedoch durfte Friedrich Frahm an gleicher Stelle weiterhin seine Werke ausstellen und den Namen Erotic Art Museum weiterführen. 2012 zog Frahm im Rahmen einer Neubebauung des Areals mit seinen Werken in die Bernhard-Nocht-Straße 75–79 um. In diesen neuen Räumlichkeiten, direkt neben dem ursprünglichen Eingang des Erotic Art Museums, sind in einer ständigen Ausstellung ca. 650 seiner Collagen zu sehen, die das Lokalkolorit St. Paulis zum Thema haben, welches der Künstler in skurriler und humorvoller Weise variiert. Am 7. Januar 2015 ist Friedrich Frahm gestorben.
Der Verbleib der ursprünglichen Museumssammlung ist nach einer rechtlichen Auseinandersetzung zwischen dem Gründer und Betreiber des Museums Claus Becker und der GGS Grundstücksgesellschaft Stellingen von Burim Osmani, die das Museumsgebäude nach Zwangsversteigerung erwarb, ungeklärt.

## Neueröffnung des Erotic Art Museum
2018 wurde das Museum wiedereröffnet. Es zeigt unter anderem Werke von Günter Zint und Fiete Frahm sowie das Gemälde der Hure „Domenica“ von DonnaSanisue. 2022 ermöglichte das Museum dem Fotografen Guido Thomasi ein erotisches Fotoshooting in der Kiezkneipe „Zum Goldenen Handschuh“, das jetzt im Museum dauerhaft ausgestellt ist.